# Günter Maschke
 (septembre 2019).
Si vous disposez d'ouvrages ou d'articles de référence ou si vous connaissez des sites web de qualité traitant du thème abordé ici, merci de compléter l'article en donnant les références utiles à sa vérifiabilité et en les liant à la section « Notes et références ».
Günter Maschke, né le 15 janvier 1943 à Erfurt et mort le 7 février 2022 à Francfort-sur-le-Main, est un politologue allemand proche du courant de la « Nouvelle Droite ».

## Biographie
Engagé à l'extrême gauche dans sa jeunesse, Günter Maschke quitte l'Allemagne pour éviter le service militaire (par hostilité à la Bundeswehr, non par pacifisme), se réfugie à Paris, Zurich, en Suisse, puis s'établit à Vienne, où il introduit les thèses de l'École de Francfort et organise les groupes de l'opposition extra-parlementaire.
Arrêté en 1967 au cours d'une manifestation contre la guerre du Viêt Nam, le jeune activiste s'exile à Cuba, où, accueilli comme réfugié politique, il sert dans l'armée cubaine. Mais, deux ans plus tard, ce turbulent ressortissant allemand est expulsé de La Havane pour « activités contre-révolutionnaires », et doit finalement purger dans son pays une peine d'un an de prison.
Devenu journaliste, il travaille notamment au Frankfurter Allgemeine Zeitung, avant de le quitter à la suite d'une polémique suscitée par une notice nécrologique qu'il a consacrée à Carl Schmitt.
De fait, la découverte de la pensée du juriste controversé et sa rencontre avec lui ont exercé une grande influence sur l'ancien activiste, l'amenant à reconsidérer ses anciennes idées et lui faisant découvrir des doctrinaires contre-révolutionnaires tels que Donoso Cortés et Joseph de Maistre.
Günter Maschke écrit dans plusieurs revues, dont Junge Freiheit.

## Théories
Poursuivant une œuvre touchant plusieurs domaines, « de la géopolitique au droit et à la philosophie », le penseur reprend la réflexion schmittienne sur le retour de la « guerre juste » — qu'il assimile à une « guerre sainte » (car elle ne connaîtrait aucune limite et légitimerait tous les moyens). Selon lui, celle-ci permet aux grandes puissances de criminaliser leurs ennemis, en criminalisant la guerre elle-même (les « agressions » contre lesquelles la « communauté internationale » doit riposter), pour donner libre cours à leur appétit de domination sous couleur de la « conscience universelle ».

## Publications
- Kritik des Guerillero: zur Theorie d. Volkskriegs, S. Fischer, Frankfurt 1973
- Der Tod des Carl Schmitt: Apologie und Polemik, Karolinger Verlag, Wien 1987
- Carl Schmitt. Staat – Großraum – Nomos, Arbeiten von Carl Schmitt aus den Jahren 1916 - 1969. Hrsg., mit einem Vorwort und mit Anmerkungen versehen von Günter Maschke, Verlag Duncker & Humblot, Berlin 1995
- Das bewaffnete Wort: Aufsätze aus den Jahren 1973 - 93, Karolinger Verlag, Wien, Leipzig 1997
- Carl Schmitt. Frieden oder Pazifismus?, Arbeiten zum Völkerrecht und zur internationalen Politik 1924 - 1978. Hrsg., mit einem Vorwort und mit Anmerkungen versehen von Günter Maschke, Verlag Duncker & Humblot, Berlin 2005.